# Петропавловський район (Воронезька область)
Петропавлівський (Петропавловський) район (рос. Петропавловский район) — адміністративна одиниця на південному сході Воронезької області Росії.
Адміністративний центр — село Петропавловка.

## Географія
Рельєф району є піднесено-хвилястою рівниною, розрізану річковими долинами зі схилами та яружно-балочною мережею. Для району характерні значні для рівнинних територій коливання абсолютних і відносних висот, широкі вододіли меридиального напрямку, безліч ярів та балок переважно широтного напрямку. Площа району — 1680 км². Основні річки — Дон, Толучіївка, Кріуша.

## Економіка
До складу агропромислового комплексу району входять: 20 сільгосппідприємств, 240 селянських фермерських господарств. Загальна площа сільгоспугідь становить 129 263 га. Основною галуззю розвитку сільського господарства в районі є рослинництво.
На території району проводяться такі види промислової продукції: олія, меблі в широкому асортименті, комбікорми, добрива, напівфабрикати.